# Prosper Pascal
Prosper Pascal   (c. 1825 - 1880) fou un compositor i crític musical francès.
Va ser redactor del Courrier du Dimanche, del Ménestrel, etc., i en els últims anys de la seva vida va perdre la raó.
Entre les seves produccions musicals cal destacar La romança de la rosa (1854),  La nuit aux gondoles (1861), Le cabaret des amours, Fleur de lotus i Les templiers (1865), totes en un acte menys l'última que en té cinc. Va orquestrar la Marxa turca de Mozart, que aconseguí un èxit extraordinari.